# Antheminia
Antheminia  (лат.) — род полужесткокрылых (подотряда клопов) из семейства настоящих щитников.

## Описание
Третий-пятый сегменты усиков одноцветные, чёрные или светлые, реже чёрные с буро-рыжим основанием. Тело сверху голое, реже — только у Antheminia viricornis — опушённое.

## Систематика
В составе рода:
- Antheminia absinthii (Wagner, 1952)
- Antheminia aliena (Reuter, 1891)
- Antheminia eurynota (Horváth, 1907)
- Antheminia lindbergi (Tamanini, 1962)
- Antheminia lunulata (Goeze, 1778)
- Antheminia mongolica (Kerzhner & Josifov, 1966)
- Antheminia pusio (Kolenati, 1846)
- Antheminia varicornis (Jakovlev, 1876)